# Pannenhuis (métro de Bruxelles)
Pannenhuis /pɑnənœjs/ est une station de la ligne 6 du métro de Bruxelles située à Bruxelles, sur la commune de Bruxelles-ville.

## Situation
La station se trouve en surface le long des voies ferrées dans le quartier Pannenhuis dont elle marque la limite est.
Elle est située entre les stations Bockstael et Belgica sur la ligne 6.

## Histoire
Station mise en service le 6 octobre 1982.
L'architecte est Vincent Dehon du groupe Structure (anciennement G3S).

## Services aux voyageurs

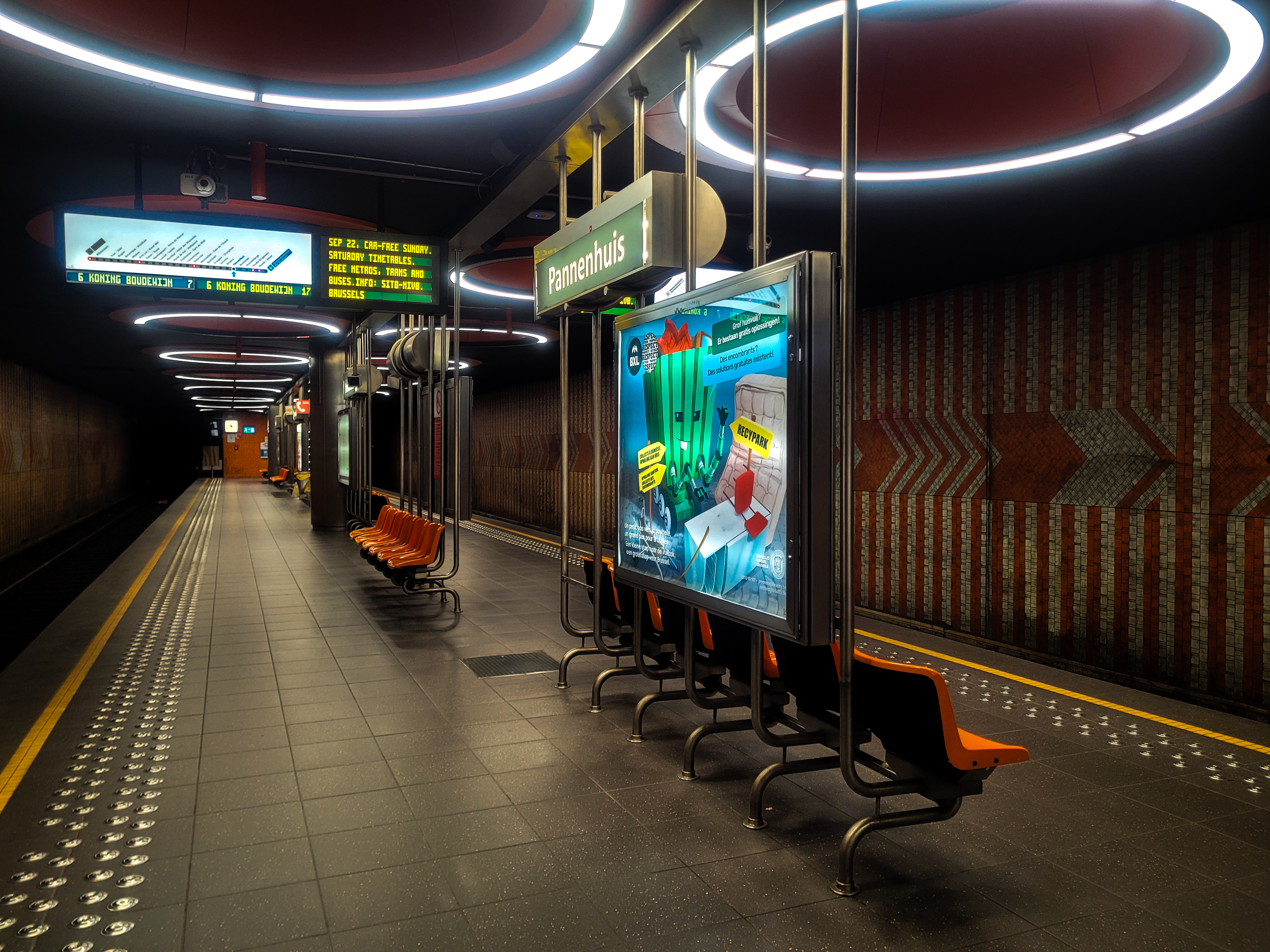
Quai central de la station.

### Accès
Elle dispose d'un unique accès équipé d'un ascenseur donnant sur la rue Charles Deemer.
La station se situe en extérieur, bien qu'équipée d'un toit ; les plafonds de la station sont décorés de multiples hublots et cylindres et la couleur dominante est l'orange.

### Quais
La station offre une configuration particulière à deux voies encadrant un unique quai central.

### Intermodalité
La station est en correspondance avec la gare de Tour et Taxis (anciennement gare de Pannenhuis) desservie par la ligne S10 du RER bruxellois. Elle est également desservie par la ligne 46 des autobus de Bruxelles.

## À proximité
- Parc de la Ligne 28 (section du grand parc Tour et Taxis)[3].
- Site Tour et Taxis.
- Grotte Notre-Dame de Lourdes à Jette